# Matta (geslacht)
Matta is een geslacht van spinnen uit de  familie van de Tetrablemmidae.

## Soorten
- Matta angelomachadoi Brescovit, 2005
- Matta hambletoni Crosby, 1934
- Matta mckenziei Shear, 1978